# Corning (Kansas)
Corning è un comune degli Stati Uniti d'America, situato nello Stato del Kansas, nella contea di Nemaha.